# 尤坎本湖
尤坎本湖（Lake Eucumbene）也作尤卡宾湖，尤坎槟湖，是澳大利亚新南威尔士州境内的一座大型水库，位于首都堪培拉西南88公里，属于雪山工程的一部分。湖泊面积145平方公里，主要由尤坎本河，上马兰比吉河和雪河补给。湖水通过隧道与其他水库相互调节。现尤坎本湖已发展为旅游业和渔业中心。2007年澳大利亚遭遇严重的旱灾，尤坎本湖水量急剧缩减，以至于原本淹没湖中的小镇阿达米纳比显露出来。